# Pandanus kaernbachii
Pandanus kaernbachii är en enhjärtbladig växtart som beskrevs av Otto Warburg. Pandanus kaernbachii ingår i släktet Pandanus och familjen Pandanaceae. Inga underarter finns listade.